# Militärflugplatz Gioia del Colle

i7
i11
i13
Der Militärflugplatz Gioia del Colle (ICAO-Code: LIBV) liegt in der italienischen Region Apulien, drei Kilometer südlich von Gioia del Colle. Es handelt sich um eine der größten und wichtigsten Einrichtungen der italienischen Luftwaffe.

## Infrastruktur und Nutzung
Der Militärflugplatz Gioia del Colle hat zwei rund drei Kilometer lange, von Nordwesten nach Südosten verlaufende Start- und Landebahnen (14/32). Die südliche, 45 m breite Piste ist die Hauptbahn, die etwas schmalere nördliche Piste wird meist als Rollbahn genutzt. Kasernenanlagen sowie Abstellflächen und Hardened Aircraft Shelters für Luftfahrzeuge befinden sich nördlich der Pisten, teilweise auch zwischen den Bahnen; ein älterer, nicht mehr genutzter Abstellbereich liegt ganz im Süden.
Der Flugplatz wird seit über 50 Jahren vom 36º Stormo genutzt, einem Geschwader, dessen Rolle sich im Lauf der Zeit mehrmals tiefgreifend veränderte. Es ist nach seinem ehemaligen Kommandeur Riccardo Hellmuth Seidl benannt, der als Torpedobomber-Pilot im Zweiten Weltkrieg fiel. Das 36. Geschwader verfügt über zwei fliegende Staffeln, die X. und die XII. Gruppo, die mit Kampfflugzeugen vom Typ Eurofighter Typhoon ausgerüstet sind und deren QRA-Rotte den Luftraum über dem östlichen Süditalien sichert. Hinzu kommt eine kleine Staffel mit Rettungshubschraubern (84º Centro SAR), die 2012 von Brindisi nach Gioia del Colle verlegt wurde. Letztere untersteht truppendienstlich einem Hubschraubergeschwader (15º Stormo) mit Stab im norditalienischen Cervia.

## Geschichte
Bei Gioia del Colle richtete man im Jahr 1915 erstmals ein einfaches Flugfeld mit einigen kleineren Wartungshallen ein. Im Ersten Weltkrieg diente es zunächst vorwiegend zur Pilotenausbildung. 1917 starteten von hier aus Caproni-Bomber zu Angriffen auf Ziele in der Bucht von Kotor. Nach dem Krieg blieb lange Zeit nur ein einfacher Behelfsflugplatz erhalten. Von 1935 bis 1938 erfolgten Ausbauarbeiten und anschließend die Stationierung von Bomberverbänden. Im Zweiten Weltkrieg blieb Gioia del Colle bis 1943 eher von zweitrangiger Bedeutung. In der Umgebung gab es eine Reihe anderer Flugplätze wie Grottaglie, Brindisi oder Foggia. Im September 1943 besetzten die Briten den Flugplatz Gioia del Colle, der dann bis 1944 vorwiegend von den United States Army Air Forces genutzt wurde, insbesondere von deren 1st und 57th Fighter Group (P-38, P-40) und der 451st Bombardment Group (B-24).
Bereits im September 1945 gaben die Alliierten den Flugplatz Gioia del Colle an die italienische Luftwaffe zurück, die ihn bis 1954 wiederum zu Ausbildungszwecken verwendete. Nach einem weiteren Ausbau wurde hier 1960 die 36ª Aerobrigata Interdizione Strategica aufgestellt, der Nachfolger des 1938 in Bologna errichteten Bombergeschwaders 36º Stormo, das als Transportverband 1954 in Latina aufgelöst worden war. Als 36. Flugkörper-Brigade war es bis 1963 mit 30 Mittelstreckenraketen vom Typ PGM-19 Jupiter ausgerüstet, die nuklearen Sprengköpfe verblieben jedoch unter der Kontrolle der USA. Kurz nach der Kubakrise zogen die Amerikaner nach einer Einigung mit der Sowjetunion die Raketen wieder ab. In Gioia del Colle verblieb nur ein italienisches Flugplatzkommando.
Am 24. September 1963 trafen die ersten F-86K Sabre in Gioia del Colle ein. Es handelte sich um Maschinen der 12º Gruppo (Staffel) des 4º Stormo (Geschwader) aus Grosseto. Zu dieser Staffel kam noch die 156º Gruppo des 6º Stormo (F-84F Thunderstreak) aus dem norditalienischen Ghedi. Mit diesen beiden Staffeln entstand das 36. Geschwader am 1. Juni 1966 in Gioia del Colle als einer der am höchsten dekorierten Verbände der italienischen Luftwaffe wieder. Die 12. Staffel stellte Abfangjäger für Süditalien, die 156. Staffel übernahm neben ihrer Jagdbomber-Rolle auch die Seezielbekämpfung (Tactical Support of Maritime Operations, kurz TASMO) und blieb damit in der Tradition des 36. Geschwaders, das sich im Zweiten Weltkrieg als Torpedobomber-Verband gegen die Royal Navy ausgezeichnet hatte. Die beiden Staffeln erhielten ab 1970 die F-104S Starfighter. 1984 rüstete die 156. Jagdbomberstaffel auf die Tornado IDS um. So hätte sie im Rahmen der nuklearen Teilhabe auch amerikanische Atombomben einsetzen können. Die 12. Jagdstaffel wurde 1995 mit Tornados der Jägerversion ADV ausgestattet, die man von der Royal Air Force als Zwischenlösung bis zur Einführung des Eurofighters geleast hatte. Mit diesen Flugzeugen nahm das Geschwader 1999 von Gioia del Colle aus an der Operation Allied Force über dem ehemaligen Jugoslawien teil. Auch die britischen Streitkräfte stationierten zu diesem Zweck Kampfflugzeuge in Gioia del Colle.
Im Zug der Einführung ihrer Typhoons beschloss die italienische Luftwaffe, aus dem 36. Geschwader einen reinen Jagdverband zu machen. Die 12. Staffel erhielt ihre ersten Eurofighter im Oktober 2007. Die 156. Jagdbomberstaffel ging mit ihren Tornados IDS im Juli 2008 nach Ghedi zurück. Ihren Platz nahm in Gioia del Colle die 10. Jagdstaffel ein, die lange Zeit in Grazzanise bei Neapel und dann in Trapani auf Sizilien gewesen war und nun ebenfalls die neuen Jagdflugzeuge erhielt.
Im März 2011 stellte die italienische Regierung den Militärflugplatz Gioia del Colle für den internationalen Militäreinsatz in Libyen zur Verfügung. Die Royal Air Force stationierte daraufhin Typhoons und Tornados in Gioia del Colle, erstere wurden im September 2011 wieder abgezogen.
Im Oktober 2023 war Gioia del Colle Austragungsort des NATO Tiger Meet, 50 Jahre nach dessen erster Veranstaltung in Italien (Cameri) und 100 Jahre nach der Gründung der italienischen Luftwaffe als eigenständiger Teilstreitkraft. Gastgeber für rund 70 Flugzeuge und 10 Hubschrauber aus zwölf Staaten war die 12. Jagdstaffel (12º Gruppo), die ihren Tiger-Status einer 1939 gegründeten Teileinheit (351ª Squadriglia) verdankt, welche von 1943 bis 2001 zur 21. (Tiger-)Staffel (Cameri) gehört hatte und dann zur 12. Staffel in Gioia del Colle kam. Somit begründete die 351ª Squadriglia, die einen weißen Tiger im Wappen führt, die Mitgliedschaft der beiden genannten italienischen Staffeln in der NATO Tiger Association.

## Bilder

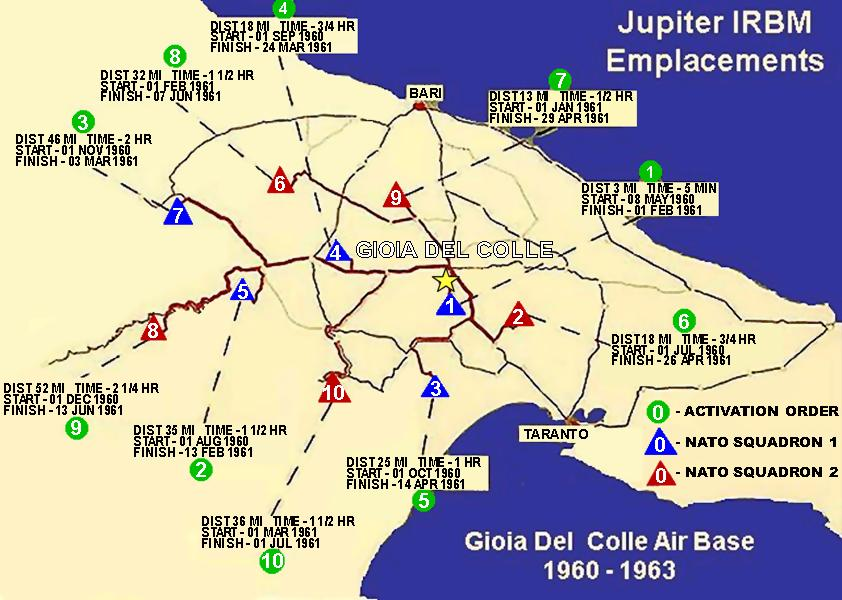
Jupiter-Feuerstellungen um Gioia del Colle
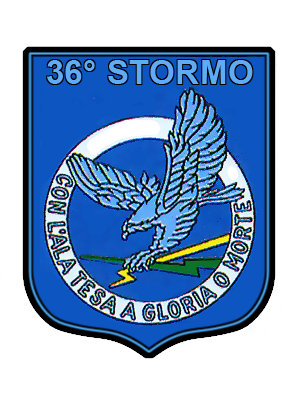
Wappen des 36º Stormo
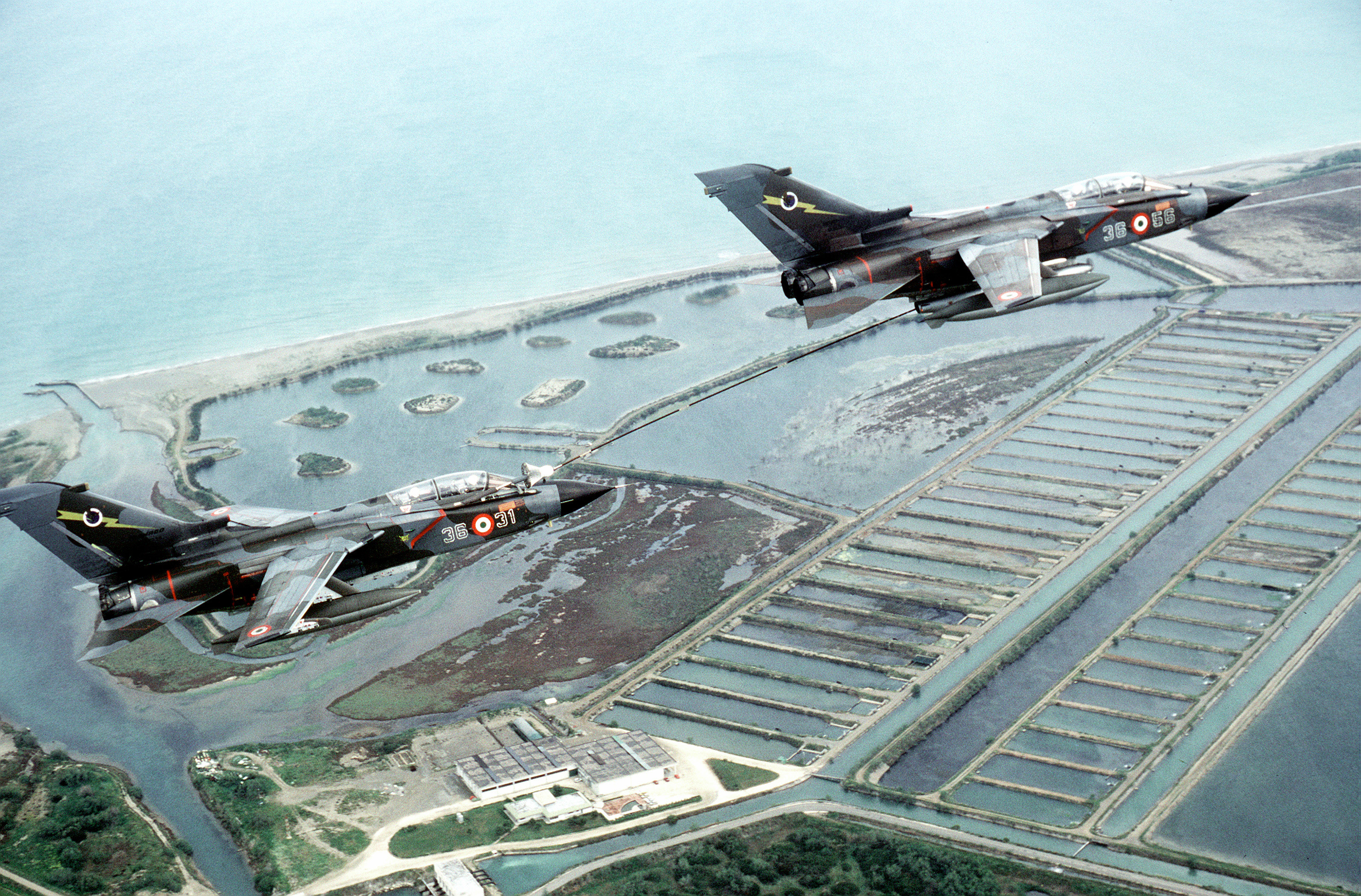
Zwei Tornados des 36º Stormo im Jahr 1987
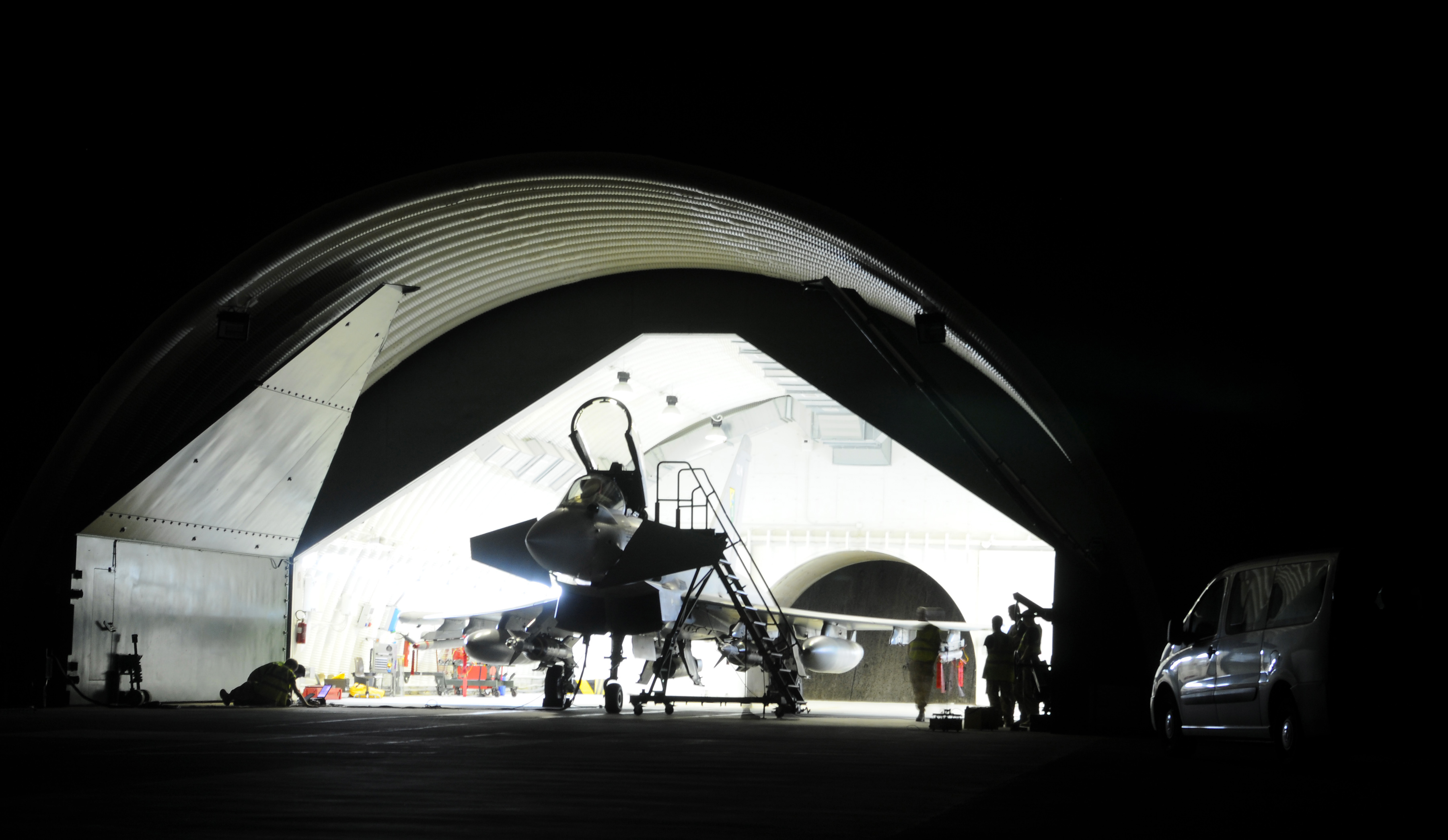
Britischer Eurofighter 2011 in Gioia del Colle